# Bundestagswahlkreis Stormarn – Herzogtum Lauenburg
Der Bundestagswahlkreis Stormarn – Herzogtum Lauenburg war ein Wahlkreis in Schleswig-Holstein für die Wahlen zum Deutschen Bundestag und umfasste die Kreise Stormarn und Herzogtum Lauenburg.

## Geschichte
Der Wahlkreis Stormarn – Herzogtum Lauenburg hatte die Wahlkreisnummer 10. Er wurde für die Bundestagswahl 1965 aus den ehemaligen Wahlkreisen Stormarn und Herzogtum Lauenburg gebildet. Das Gebiet des Wahlkreises bestand für die Bundestagswahlen 1965 bis 1972 unverändert.
Vor der Bundestagswahl 1976 wurde der Wahlkreis aufgeteilt. Das Gebiet des Kreises Herzogtum Lauenburg bildete mit dem südlichen Teil des Kreises Stormarn den Bundestagswahlkreis Herzogtum Lauenburg – Stormarn-Süd, während der nördliche Teil des Kreises Stormarn mit dem Gebiet des Kreises Segeberg zum Wahlkreis Segeberg – Stormarn-Nord vereinigt wurde.

## Abgeordnete
Direkt gewählte Abgeordnete des Wahlkreises Herzogtum Lauenburg waren
| Jahr | Name                   | Partei | Anteil der Erststimmen |
| ---- | ---------------------- | ------ | ---------------------- |
| 1972 | Friedrich Beermann     | SPD    | 50,7 %                 |
| 1969 | Olaf Baron von Wrangel | CDU    | 47,4 %                 |
| 1965 | Olaf Baron von Wrangel | CDU    | 50,8 %                 |